# Выборы главы Екатеринбурга (2008)
Выборы Главы Екатеринбурга состоялись 2 марта 2008 года в единый день голосования.

## Предшествующие события
11 декабря 2007 года, на очередном заседании Екатеринбургской городской думы IV-го созыва, депутаты устанавливают его дату проведения на 2 марта 2008 года в единый день голосования.
с 24 декабря 2007 года по 17 января 2008 года назначался период выдвижения кандидатов и сбора подписей за их выдвижение. По итогу, ГЦИК Екатеринбурга получила документы на участие от 6 кандидатов.

## Итоги
| Итоги выборов Главы Екатеринбурга     |           |       |
| Кандидат                              | Голосов   | %     |
| Чернецкий Аркадий Михайлович          | 322 352   | 54,01 |
| Хабибулин Олег Вахалиевич             | 141 424   | 23,70 |
| Есаулков Алексей Александрович        | 57 419    | 9,62  |
| Уфимцев Виктор Владимирович           | 40 708    | 6,82  |
| Фамиев Нафик Ахнафович                | 17 200    | 2,88  |
| Действительных голосов                | 579 103   | 97,03 |
| Недействительных голосов              | 17 709    | 2,9   |
|                                       |           |       |
| Всего                                 | 598 300   | 100   |
| Зарегистрированных избирателей / Явка | 1 070 979 | 55,86 |